# Байсеркенський сільський округ
Байсерке́нський сільський округ (каз. Байсерке ауылдық округі, рос. Байсеркенський сельский округ) — адміністративна одиниця у складі Ілійського району Алматинської області Казахстану. Адміністративний центр — село Байсерке.
Населення — 28807 осіб (2021; 16960 у 2009, 9899 у 1999, 8433 у 1989).

## Історія
Станом на 1989 рік існувала Ленінська сільська рада (села Алі, Байсерке, Дмитрієвка, Жанадаур, Жанаталап, Інтимак, Коктерек, Коянкоз, Покровка). Пізніше село Коянкоз було передано до складу Первомайського сільського округу, село Покровка — до складу Енергетичеського сільського округу. 2015 року до складу сільського округу була включена територія площею 4,53 км² та село Коянкус ліквідованого Первомайського сільського округу та виключена територія площею 0,97 км² і передана до складу Ащибулацького сільського округу. 2023 року територія площею 181,33 км2 та села Жанадаур, Жанаталап, Интимак, Коянкус були передані до складу Жетигенського сільського округу.

## Склад
До складу округу входять такі населені пункти:
| Населений пункт | Населення, осіб (1989) | Населення, осіб (1999) | Населення, осіб (2009) | Населення, осіб (2021) |
| --------------- | ---------------------- | ---------------------- | ---------------------- | ---------------------- |
| Алі, село       | 658                    | 772                    | 1270                   | 1682                   |
| Байсерке, село  | 5180                   | 8673                   | 15124                  | 26338                  |
| --Байсерке      | 2057                   | -                      | -                      | -                      |
| Коктерек, село  | 538                    | 454                    | 566                    | 787                    |